# 옥바라지 골목
옥바라지 골목은 일제강점기의 서대문형무소 및 그 후신인 서울구치소의 수감자들을 옥바라지하는 가족들이 머무른 골목이라고 주장되는 개념이다. 그러나 정말로 그러한 골목이 역사적, 지리적으로 실존했는지에 관해서는 논쟁이 있다.

## 무악제2구역 재개발 관련
서울 종로구 무악동에 소재한 무악제2구역은 2004년부터 재개발사업이 추진되어, 2006년 3월 23일에 종로구청 문화재심의위원회 심의를 거쳐 정비구역으로 지정된 지역으로, 2016년 3월에 재개발을 위한 철거를 진행하였다. 그러자 재개발에 반대하는 사람들은 위 구역이 '옥바라지 골목'으로서의 역사성이 있으므로 철거를 중단하고 보존되어야 한다고 주장하였으나, 재개발에 찬성하는 사람들은 해당 지역에는 '옥바라지 골목'이라는 개념 자체가 존재하지 않았으며 설령 존재하더라도 무악제2구역이 아닌 영천시장 부근이었을 것이라고 주장하여 논쟁이 발생하였다.

### 긍정론
무악제2구역에 '옥바라지 골목'이라는 역사성이 있다는 논거는 다음과 같다.
- 직접적인 증거로, 1920년 독립운동 자금모금 혐의로 서대문 형무소에 수감 중인 서상호의 아내 류명원이 현저동(현 무악동) 64번지에 남편의 옥바라지를 하려고 몇 달간 머물고 있다는 경찰 조서가 발견되었다.[3]
- 무악제2구역은 2009년 무렵부터 종로구청에 의해 '서대문형무소 옥바라지 아낙들의 임시기거 100년 여관골목'이라는 관광코스로 지정된 곳이다.[4]
  - 1970년대에 인혁당 사건으로 희생된 하재완의 아내 이영교가 동양여관이라는 숙박시설에서 자주 묵었다고 증언하였는데, 이는 무악제2구역 인근에 있었던 것으로 확인된다.[3]
  - 백범 김구 선생이 서대문 형무소에 수감될 당시 곽낙원 여사가 형무소를 방문하며 형무소 주변에 머물렀다는 증언을 한 적이 있다.[5]

### 부정론
무악제2구역에 '옥바라지 골목'이라는 역사성이 없다는 논거는 다음과 같다.
- 관련된 자료를 전수조사해도 무악제2구역에 독립운동가의 가족이 머물며 옥바라지를 했다는 증거는 불과 몇 건만이 확인되는바, 수 천명의 독립운동 사례 중에서도 드물게 확인되는 사례만을 놓고 무악2구역 사업지역이 '옥바라지 골목'이었다는 결론에 이르는 결정적인 근거라고 보기는 어렵다.[6]
- 무악제2구역이 옥바라지 여관골목이라 불리는 근거를 찾아보기 어렵고,[7] 실제로 무악제2구역 재개발사업에 대한 문화재심의위원회 심의 당시에는 그곳의 '옥바라지 골목'으로서의 보존 필요성에 대해 아무런 문제가 제기된 적이 없었다.[8]
  - 서대문 형무소 수감자들에 대한 옥바라지 문화가 있었다고 하더라도, 이는 무악제2구역에 국한된 것이 아니라 주변 지역 전체에서 이루어졌다고 보는 것이 합리적이다.[9]
  - 곽낙원 여사가 김구 선생의 옥중생활을 돕기 위해 서울로 왔던 것은 사실이나, 그 장소가 무악제2구역이라는 근거가 발견되지 않는다.[10]

### 경과
무악제2구역 재개발사업지역에 '옥바라지 골목'으로서의 역사성이 있는지에 관해서는 분명한 결론이 내려지지 않았고, 이에 따라 관계자들의 타협을 거쳐 그곳 일부에 철거 전 흔적 및 독립운동가들에 대한 옥바라지 역사를 전체적으로 기념하는 의미의 공간으로서 '독립운동가 가족을 생각하는 작은 집'이라는 전시관을 조성한 뒤, 정상적으로 철거를 진행하는 것으로 갈등이 마무리 되었다.

## 같이 보기
- 서대문형무소
- 현저동
- 무악동